# Roberto Junio Brito Molina
Roberto Junio Brito Molina (Belo Horizonte, 12 de julho de 1985) é um enxadrista brasileiro, Mestre Internacional de Xadrez (IM), vencedor do Campeonato Brasileiro de Xadrez em 2018. Molina também foi campeão brasileiro universitário no ano de 2004 e campeão mineiro absoluto no ano de 2019.